# کابانیل
کابانیل (به اسپانیایی: Cabanellas) یک منطقهٔ مسکونی در اسپانیا است که در آلت امپوردا واقع شده‌است. کابانیل ۵۵٫۶ کیلومتر مربع مساحت دارد.